# Nadagara cryptospila
Nadagara cryptospila là một loài bướm đêm trong họ Geometridae.